# Christian Vadim
Christian Igor Christophe Plemiannikov de pseudónimo Christian Vadim (Paris, 18 de junho de 1963) é um ator francês.
É filho da atriz Catherine Deneuve e do já falecido director Roger Vadim. É meio-irmão da atriz Chiara Mastroianni e da atriz Vanessa Vadim.
Desde 1996 é casado com Caroline Buffatini, com quem tem um filho.

## Filmografia
- Linhas de Wellington (2012)
- Un truc dans le genre (2005) .... Pierre Antoine Le Pelletie
- Princesse Marie (2004, TV, de Benoît Jacquot) .... Antoine Léoni
- Une place parmi les vivants (2003) .... Ernest Ripper
- Il était une fois Jean-Sébastien Bach (2003, TV) .... Jean-Sébastien Bach
- That Day (2003, de Raoul Ruiz) .... Ritter
- Don't Worry, Be Happy (2003) .... José
- Dangerous Liaisons (2003, TV, de Josée Dayan)
- Les âmes fortes (2001, de Raoul Ruiz) ... o pastor
- Combat d'amour en songe (2000, de Raoul Ruiz) .... David
- Le temps retrouvé (1999, de Raoul Ruiz) .... Bloch
- L'inconnu de Strasbourg (1998, de Valeria Salmiento) .... Audiard
- Aire libre (1996) .... Alexander von Humboldt jovem
- Jalousie (1991) .... Pierre
- El invierno en Lisboa (1991) .... Jim Biralbo
- Mauvaise fille (1991) .... Michel
- La Punyalada (1990)
- Full Moon in Paris (1984, de Éric Rohmer) .... Bastien
- College (1984) .... Marco Poggi
- Surprise Party (1983, de Roger Vadim) .... Christian Bourget